# IHL 1972/73
Die Saison 1972/73 war die 28. reguläre Saison der International Hockey League. Während der regulären Saison bestritten die neun Teams zwischen 73 und 74 Spielen. In den Play-offs setzten sich die Fort Wayne Komets durch und gewannen den dritten Turner Cup in ihrer Vereinsgeschichte.

## Teamänderungen
Folgende Änderungen wurden vor Beginn der Saison vorgenommen:
- Die Saginaw Gears wurden als Expansionsteam in die Liga aufgenommen.
- Die Des Moines Oak Leafs wurden verkauft und änderten ihren Namen in Des Moines Capitols.

## Reguläre Saison

### Abschlusstabelle
Abkürzungen: GP = Spiele, W = Siege, L = Niederlagen, T = Unentschieden, OTL = Niederlage nach Overtime, GF = Erzielte Tore, GA = Gegentore, Pts = Punkte
| Northern Division | GP | W  | L  | T | GF  | GA  | Pts |
| ----------------- | -- | -- | -- | - | --- | --- | --- |
| Flint Generals    | 74 | 44 | 29 | 1 | 347 | 281 | 89  |
| Port Huron Wings  | 73 | 41 | 31 | 1 | 266 | 237 | 83  |
| Toledo Hornets    | 74 | 36 | 33 | 5 | 257 | 261 | 77  |
| Muskegon Mohawks  | 74 | 36 | 34 | 4 | 302 | 259 | 76  |
| Saginaw Gears     | 74 | 30 | 41 | 3 | 305 | 304 | 63  |

| Southern Division     | GP | W  | L  | T | GF  | GA  | Pts |
| --------------------- | -- | -- | -- | - | --- | --- | --- |
| Fort Wayne Komets     | 74 | 48 | 23 | 3 | 308 | 219 | 99  |
| Dayton Gems           | 73 | 44 | 25 | 4 | 308 | 235 | 92  |
| Des Moines Capitols   | 74 | 30 | 41 | 3 | 279 | 360 | 63  |
| Columbus Golden Seals | 74 | 10 | 62 | 2 | 177 | 393 | 22  |

## Turner-Cup-Playoffs
| Turner-Cup-Pre-Playoffs | Turner-Cup-Pre-Playoffs | Turner-Cup-Pre-Playoffs |    |                   | Turner-Cup-Halbfinale | Turner-Cup-Halbfinale | Turner-Cup-Halbfinale |  |  | Turner-Cup-Finale | Turner-Cup-Finale | Turner-Cup-Finale |
|                         |                         |                         |    |                   |                       |                       |                       |  |  |                   |                   |                   |
| N1                      | Flint Generals          |                         |    |                   |                       |                       |                       |  |  |                   |                   |                   |
|                         | Freilos                 |                         |    |                   |                       |                       |                       |  |  |                   |                   |                   |
| N1                      | Flint Generals          | 1                       |    |                   |                       |                       |                       |  |  |                   |                   |                   |
| N1                      | Flint Generals          | 1                       |    |                   |                       |                       |                       |  |  |                   |                   |                   |
|                         | S1                      | Fort Wayne Komets       | 4  |                   |                       |                       |                       |  |  |                   |                   |                   |
| S1                      | S1                      | Fort Wayne Komets       | 4  | Fort Wayne Komets |                       |                       |                       |  |  |                   |                   |                   |
| S1                      |                         |                         |    | Fort Wayne Komets |                       |                       |                       |  |  |                   |                   |                   |
|                         | Freilos                 |                         |    |                   |                       |                       |                       |  |  |                   |                   |                   |
| S1                      | Fort Wayne Komets       | 4                       |    |                   |                       |                       |                       |  |  |                   |                   |                   |
| S1                      | Fort Wayne Komets       | 4                       |    |                   |                       |                       |                       |  |  |                   |                   |                   |
|                         | N2                      | Port Huron Wings        | 0  |                   |                       |                       |                       |  |  |                   |                   |                   |
| N2                      | N2                      | Port Huron Wings        | 0  | Port Huron Wings  | 3                     |                       |                       |  |  |                   |                   |                   |
| N2                      |                         |                         |    | Port Huron Wings  | 3                     |                       |                       |  |  |                   |                   |                   |
| N3                      | Toledo Hornets          | 1                       |    |                   |                       |                       |                       |  |  |                   |                   |                   |
| N3                      | Toledo Hornets          | 1                       | N2 | Port Huron Wings  | 3                     |                       |                       |  |  |                   |                   |                   |
|                         |                         |                         | N2 | Port Huron Wings  | 3                     |                       |                       |  |  |                   |                   |                   |
|                         | S2                      | Dayton Gems             | 0  |                   |                       |                       |                       |  |  |                   |                   |                   |
| S2                      | S2                      | Dayton Gems             | 0  | Dayton Gems       | 3                     |                       |                       |  |  |                   |                   |                   |
| S2                      |                         |                         |    | Dayton Gems       | 3                     |                       |                       |  |  |                   |                   |                   |
| S3                      | Des Moines Capitols     | 0                       |    |                   |                       |                       |                       |  |  |                   |                   |                   |

## Vergebene Trophäen

### Mannschaftstrophäen
| Auszeichnung                                          | Team              |
| ----------------------------------------------------- | ----------------- |
| Turner Cup Gewinner der IHL-Playoffs                  | Fort Wayne Komets |
| Fred A. Huber Trophy Bestes Team der regulären Saison | Fort Wayne Komets |

### Individuelle Trophäen
| Auszeichnung                                                       | Spieler      | Team                |
| ------------------------------------------------------------------ | ------------ | ------------------- |
| James Gatschene Memorial Trophy MVP der regulären Saison           | Gary Ford    | Muskegon Mohawks    |
| Leo P. Lamoureux Memorial Trophy Bester Scorer                     | Gary Ford    | Muskegon Mohawks    |
| Governor’s Trophy Bester Verteidiger                               | Bob McCammon | Port Huron Wings    |
| James Norris Memorial Trophy Torhüter mit den wenigsten Gegentoren | Don Atchison | Fort Wayne Komets   |
| James Norris Memorial Trophy Torhüter mit den wenigsten Gegentoren | Robbie Irons | Fort Wayne Komets   |
| Garry F. Longman Memorial Trophy Bester Rookie                     | Danny Gloor  | Des Moines Capitols |